# Cheikh Raymond
Cheikh Raymond, né Raymond Raoul Leyris le 27 juillet 1912 à Constantine et mort assassiné le 22 juin 1961 à Constantine, est un chanteur arabophone et oudiste juif d'Algérie.
Maître de la musique arabo-andalouse, juif chantant en arabe, il est respecté aussi bien par les Juifs que par les musulmans d'Algérie, qui l'appellent dès le milieu des années 1930 « Cheikh Raymond » en signe de respect.

## Biographie
Fils illégitime d'un commerçant juif originaire de Batna et d'une mère chrétienne, il est abandonné par cette dernière, après la mort en 1915 de son père durant la Première Guerre mondiale. Il est adopté par une famille juive très pauvre,, et élevé dans l'observance hébraïque.

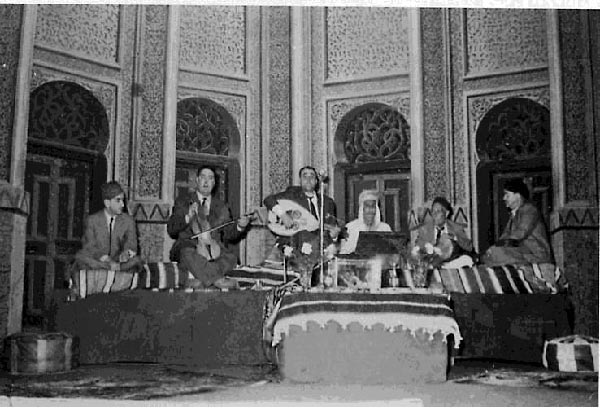
Abdelhamid Benkartoussa à la flûte, Sylvain Ghrenassia au violon, Raymond Leyris au oud, Larbi Belamrri au tambourin, Nathan Bantari au darbouka et Haïm Benbala au târ.

Il apprend le malouf grâce aux Cheikhs Omar Chaklab et Abdelkrim Bestandji. Il se produit durant des fêtes familiales, juives ou musulmanes, et dans des concerts ; il bénéficie d'une émission hebdomadaire à la radio et d'une émission régulière à la télévision. Cheikh Raymond enregistre une trentaine de 33 tours entre 1956 et 1961 en plus de nombreux 78 tours. Son orchestre compte alors Nathan Bentari, Haïm Benbala, Larbi Belamri, Abdelhak, mais aussi le violoniste Sylvain Ghrenassia et le fils de ce dernier, Gaston, guitariste qui épouse plus tard sa fille Suzy et devient célèbre sous le nom d'Enrico Macias,.
Il est abattu d'une balle dans la nuque, le 22 juin 1961, au souk El Acer de Constantine, place Négrier, sous les yeux de sa fille Viviane et du jeune Paul Amar :

« Il incarne la société rêvée, où les hommes s'enrichissent de leurs différences. Il s'entête d'ailleurs à donner des concerts, en pleine guerre, et à rassembler les uns et les autres dans une même ferveur. Je vois, enfant, des hommes pleurer, émus et attendris par ses mélopées. Et je pleure aussi, mais pour une autre raison, le jour où cet homme tombe sous mes yeux. Abattu de deux balles en plein jour, place du marché. J'ai dix ans. Je suis à quelques mètres de lui quand les coups de feu sont tirés. Raymond s'écroule et je reste près de lui, figé, tétanisé. Je comprends ce jour-là que le monde n'est pas innocent. « Ils » ont tué l'artiste et plus encore « l'homme de paix ». « Ils » rendent dès lors impossible tout espoir de réconciliation. »

— Paul Amar dans Blessures
Sa mort est perçue comme un avertissement pour la communauté juive constantinoise et marque le début de son émigration (dont sa fille Suzy et son gendre Gaston),. L'assassinat n'a jamais été revendiqué et aucun témoignage direct ou indirect ne l'a expliqué. Abed Charef du site Algérie-Focus affirme qu'un certain Amar Benachour (dit M'Djaker) serait la personne ayant abattu Cheikh Raymond, en raison du soutien actif de ce dernier à l'Algérie française :

« Les anciens moudjahidine de la wilaya II, qui étaient opérationnels à ce moment-là, sont toutefois formels : aucune instance du FLN n'a prononcé un verdict clair contre Raymond Leyris. Aucun responsable n'a, formellement, ordonné une exécution. Mais le doute planait, et dans le Constantine de l'époque, ce n'est qu'une question de temps. Le 22 juin 1961, neuf mois avant le cessez-le-feu, Raymond Leyris croise Amar Benachour, dit M'Djaker, membre d'une cellule locale de fidayine, qui l'abat en plein marché, devant des dizaines de témoins. La personnalité de Amar Benachour, l'homme qui a abattu Raymond Leyris, posera aussi problème. Il s'agit en effet d'un personnage qui répond peu au profil traditionnel du moudjahid. Benachour est plutôt un marginal, plus branché sur le « milieu » que sur les réseaux nationalistes. Ce qui a d'ailleurs jeté une ombre sur l'affaire : Benachour a vécu jusqu'au début du nouveau siècle, mais l'opération qu'il a menée a toujours été entourée de suspicion, certains n'hésitant pas à parler de provocation ou de manipulation. Plusieurs moudjahidine qui étaient dans la région au moment des faits continuent d'ailleurs à soutenir l'idée d'une manipulation. »

— Abed Charef
Selon Bertrand Dicale, biographe de Cheikh Raymond, seule l'ouverture des archives du FLN pourrait l'élucider.

## Héritage
La musique de Cheikh Raymond est préservée grâce à l'action de son fils Jacques Leyris, d'Enrico Macias et du professeur Raphaël Draï qui, dans les années 1970, est le premier à faire revivre sa mémoire. Le musicien et musicologue Taoufik Bestandji, petit-fils du Cheikh Abdelkrim Bestandji, a par ailleurs étudié ses enregistrements conservés par son père.
En 1999, Enrico Macias lui rend hommage sur scène, au Centre culturel algérien de Paris et au Printemps de Bourges, avec un orchestre mené par Taoufik Bestandji. La même année, Denis Amar l'évoque dans le documentaire Dans le monde pied-noir, notamment à travers le témoignage de ses filles racontant la disparition de leur père ; Enrico Macias y décrit également son adolescence au sein de son orchestre. En 2004, il lui consacre un album hommage.
En 2011, Bertrand Dicale publie une biographie de Cheikh Raymond, complétée par une anthologie de ses morceaux sortie par Universal,, le principal enregistrement disponible jusque-là étant celui d'un concert donné en 1954 à l'Université populaire de Constantine, sorti en 1994 sur le label Al Sur.